# Ålborg katedralskole
Ålborg katedralskole är en gymnasieskola i Ålborg, Danmark. Den hade 659 elever skolåret 2024/2025. Den finns belagd som sedan 1540 då Kristian III skänkte en flygel av Helligåndskloster till skolan. Den har haft sitt nuvarande namn sedan 1554. Som andra katedralskolor i Danmark har den under århundraden genomgått en förändring från ett fokus på grekiska och latin i början till en bredare blandning av ämnen från 1700-talet och framåt. I takt med att antalet elever ökat och nya ämnen (som t.ex. gymnastik) tillkommit har skolan byggts till vid flera tillfällen.